# Atjanan
Atjanan (armeniska: Աճանան) är ett vattendrag i Armenien. Det ligger i provinsen Siunik, i den sydöstra delen av landet, 200 kilometer sydost om huvudstaden Jerevan.
Trakten runt Atjanan består i huvudsak av gräsmarker. Runt Atjanan är det ganska tätbefolkat, med 54 invånare per kvadratkilometer.